# William Enkewort
William Enkewort, španski rimskokatoliški duhovnik, škof in kardinal, * 1464, Tortosa, † 19. julij 1534.

## Življenjepis
11. marca 1523 je bil imenovan za škofa Tortose in 10. septembra istega leta je bil povzdignjen v kardinala.
1. oktobra 1529 je bil imenovan za nadškofa Utrechta.